# Lijst van Indische restaurants in Den Haag
Dit is een lijst van Indische restaurants in Den Haag.
| Naam                               | Adres                                  | Van                    | Tot              | Opmerking |
| ---------------------------------- | -------------------------------------- | ---------------------- | ---------------- | --- |
| Oost en West                       | Heerengracht 4                         | 1903                   | 1914             | Verhuisde naar Laan van Meerdervoort 195                                                                                     |
| Oost en West                       | Laan van Meerdervoort 195              | 1914                   | onbekend         | - |
| Warong Djawa                       | Kortenaarkade 10                       | 1913                   | onbekend         | Verhuisde naar Lange Houtstraat 4                                                                                            |
| Warong Djawa                       | Lange Houtstraat 4                     | onbekend               | 1940             | - |
| Indisch restaurant L. van Gemert   | Laan van Meerdervoort 65               | 1919                   | 1927             | Verhuisd naar Laan van Meerdervoort 12                                                                                       |
| Indisch restaurant L. van Gemert   | Laan van Meerdervoort 12               | 1927                   | 1933             | Verhuisd naar Laan van Meerdervoort 6, naam gewijzigd in Tampat Senang                                                       |
| De Poentjak                        | Kneuterdijk 16                         | 1982                   | 2024             | Geregistreerd bij de KvK als Indonesisch restaurant. Faillissement in 2024                                                   |
| Tampat Senang                      | Laan van Meerdervoort 6                | 1933                   | 2016             | Stond te boek als het oudste en origineelste Indisch restaurant                                                              |
| TWED Hollandsch-Indisch restaurant | Reinkensstraat 76-78                   | 1920                   | onbekend         | - |
| De Sport                           | Strandweg 85-101                       | 1934                   | onbekend         | - |
| Warong Batavia                     | Kneuterdijk 6                          | 7-12-1935              | onbekend         | Gevestigd in voormalig huis Johan de Witt                                                                                    |
| Brastagi                           | Kneuterdijk 6                          | 30-8-1937              | onbekend         | Gevestigd in voormalig huis Johan de Witt                                                                                    |
| Garoeda                            | Edisonstraat 95                        | 1937                   | 1949             | Verhuisd naar Kneuterdijk 16A                                                                                                |
| Garoeda                            | Kneuterdijk 16A                        | 15-12-1949             | 2019             | Was voorheen gevestigd Edisonstraat 95                                                                                       |
| Insulinde                          | Thomsonlaan 1                          | 1938                   | onbekend         | - |
| Toko Insulinde                     | Thomsonplein 226                       | 1939                   | onbekend         | - |
| Het Verre Oosten                   | -                                      | 1939                   | onbekend         | - |
| Soedi Manpis                       | Van Boetzelaerlaan 15                  | 1947                   | 1951             | Indisch en Chinees restaurant                                                                                                |
| Bali                               | Badhuisweg                             | 1946                   | onbekend         | - |
| Ardjoena                           | Groot Hertoginnelaan 68                | 9-10-1943              | onbekend         | - |
| Soenda                             | Lange Houtstraat 4                     | 1948                   | onbekend         | - |
| Melati                             | Thomsonlaan 51                         | onbekend               | onbekend         | - |
| Melati                             | Bezuidenhoutseweg 17                   | 1948                   | onbekend         | - |
| Splendid                           | Bezuidenhoutseweg 17                   | 1948                   | onbekend         | - |
| Splendid                           | Badhuisweg 6                           | 3-10-1952              | onbekend         | Werd gerund door Tante Truus en Paatje                                                                                       |
| Het Verre Oosten                   | Badhuisweg 6                           | 1953                   | onbekend         | Bereidde ook Chinese gerechten                                                                                               |
| Perfect                            | Borneostraat 12c                       | 30-10-1954             | onbekend         | - |
| Kota Radja                         | Plaats 16A                             | 1954                   | 1960             | Indisch en Chinees restaurant                                                                                                |
| Kota Radja                         | Plaats 16A                             | 1960                   | onbekend         | Alleen Indisch restaurant |
| Ada Rasa                           | Prinsessegracht 6                      | 30-11-1954             | 1958             | Indisch en Chinees restaurant. Verhuisde naar Nieuwe Uitleg 28                                                               |
| Ada Rasa                           | Nieuwe Uitleg 28                       | 12-12-1958             | onbekend         | Indisch en Chinees restaurant                                                                                                |
| De Indische Keuken                 | Fultonstraat 2                         | 1955                   | onbekend         | - |
| Kapolaga                           | Regentesselaan 158                     | 1955                   | onbekend         | - |
| The New Corner                     | Laan van Meerdervoort/Van Merlenstraat | 1957                   | onbekend         | - |
| Warong Djepol                      | Gevers Deynootplein 40                 | onbekend/heropend 1958 | onbekend         | faillissement: 12-4-1958; heropend 19-6-1958                                                                                 |
| Waroeng Soeboer                    | Koningstraat                           | 1958                   | 1971             | Verhuisd naar Brouwersgracht 29                                                                                              |
| Soeboer                            | Brouwersgracht 29                      | 1971                   | 2022; 2023-heden | Verhuisd vanuit de Koningstraat. In 2022 failliet verklaard. Opnieuw geopend in 2023. Noemt zichzelf Indonesisch restaurant. |
| Ardjoena                           | Groot Hertoginnelaan 68                | 1958                   | onbekend         | Verhuisde naar Nieuwe Uitleg                                                                                                 |
| Segala-Ruba                        | Herdersstraat 28                       | 14-12-1958             | onbekend         | - |
| Tjandrapoera                       | Buitenhof 4                            | 23-2-1959              | onbekend         | - |
| Waroeng Madura                     | Obrechtstraat 223                      | 12-2-1959              | onbekend         | - |
| Tjandi Bara                        | Van Swietenstraat 2                    | 9-7-1959               | onbekend         | - |
| Doeo Koentji                       | Thomsonlaan 17                         | 31-12-1960             | onbekend         | - |
| Bogor                              | Van Swietenstraat 2                    | 1960                   | Heden            | - |
| Sarinah                            | Goudenregenplein 4                     | 1973                   | 2013             | - |
| Toko Frederik                      | Frederikstraat 225                     | 1984                   | Heden            | Restaurant en toko |
| The Raffles                        | Javastraat 63                          | 1993                   | 2022             | - |
| Tante Pop                          | Piet Heinstraat 45                     | 2016                   | Heden            | Javaanse gerechten |
| Indisch Geluk                      | 2e Sweelinckstraat 115                 |                        | Heden            | |